# Geschichte von Eppstein (Pfalz)

Ortswappen Eppstein (Pfalz)

Die Ortsgeschichte von Eppstein in Rheinland-Pfalz geht bis in das 5. Jahrhundert zurück. Die erste urkundliche Erwähnung erfolgte als Appinstein am 30. März 769 im Lorscher Codex. Dort ist Eppstein in weiteren Urkunden auch als Ebenstein, Ebisstein und Ebinsstein im Wormsgau benannt. Auf und im Rahmen einer bis heute nicht näher bekannten römischen Struktur siedelten sich – wohl germanische – Neusiedler an und begründeten so die ununterbrochene Ortsgeschichte.

## Der Name Eppstein
Die Franken errichteten inmitten ihrer Felder Häuser. Diese benannten sie nach ihrem Namen mit der Nachsilbe „heim“. Im Laufe der Zeit entstanden Weiler und Orte um diese Höfe. Der große Teil der Orte rund um Frankenthal wurde so begründet.
- Lambsheim ist das Heim des Lamundis
- Flomersheim ist das Heim des Flabo
- Heßheim ist das Heim des Hesso
- Bobenheim oder Babinheim ist das Heim des Babo
- Roxheim ist das Heim des Rochus

Eppstein ist eine Ausnahme, da es in der Endsilbe „-stein“ hat.
Dazu gibt es als Erklärung:
- Die erste Silbe des Namens leitet sich ab von Abbo oder Ebbo. Dies ist eine Abkürzung oder Koseform des Namens Eberhard. Somit wäre Eppstein Besitztum des Eberhards.
- „Stein“ könnte auf ein Steinhaus oder dessen Ruine hinweisen. Da die Ortsnamen in der späten Völkerwanderungszeit bzw. dem frühen Mittelalter entstanden, als Steinbau im Bereich des heutigen Deutschland eher unüblich war, wird es sich wohl um die Ruine eines alten Gebäudes aus der Römerzeit handeln. Ein Bauernanwesen in der Hintergasse hat einen Keller, der aus sehr alten Steinen besteht und von dem ausgegangen wird, dass dort das „Steinhaus“ stand. Von anderen Orten mit der Silbe -stein, die schon vor dem hochmittelalterlichen Burgenbau erwähnt werden (Greifenstein etc.), weiß man, dass dort römische Kleinfestungen (burgi) standen.

Somit wäre Eppstein das Steinhaus des Eberhard oder sein Hof, der bei einer Ruine steht.

## Die Gemarkung um Eppstein
Die „Hartwiesen“ befinden sich westlich des Weidengrabens und haben eine trapezförmige Form. Urkundlich erwähnt zum Beispiel 1530 (herdtwiesen), 1542 (hertwisen). „Hart“ hat im wesentlich zwei Bedeutungen, erstens heißt es Bergwald oder schlicht Wald. Während einer kleineren oder größeren Rodungsperiode nach der fränkischen Landnahme um 500, die weite Teile der Pfalz erfassten, erfolgte eine teilweise Umwandlung in Weideland. Im Eppsteiner Raum, dürfte wohl eine Bevölkerungszunahme im 13. Jahrhundert und die Machtpolitik des Eppsteiner Rittergeschlechts maßgebenden Anteil an den Rodungen gehabt haben. Bevölkerungszuwachs bedeutete auch, dass mehr Anbaufläche geschaffen werden musste.
„Mordtgewann“ wurde ein Sumpfgebiet bezeichnet. Der Name kommt von „mord(t)“ und wird von Christman als mooriger Boden gedeutet. Ein weiteres Sumpfgebiet lag zwischen der „kleinen Weide“ und der „Nachtweide“ und trägt seit Jahrhunderten den Namen „Moos“ oder „Maaß“. Beide Formen sind seit 1530 belegt.
Im „Galgenloch“ hat so ein mancher seinen letzten Atemzug getan. Der Name an sich gibt Rätsel auf und konnte nirgends genau nachgewiesen werden. Es kann aus verschiedenen Gründen angenommen werden, dass dieser Ausdruck ab dem 18. Jahrhundert im Volksmund geläufig war. Ein Flurname „im Loch“ ist oft für das 16. und 17. Jahrhundert bezeugt (in das Loch 1542, im Loch 1543, 1604, 1613, 1615).
Zu etwa der gleichen Zeit ist der Flurname „diebsaat“ überliefert. Die „diebsaat“ müsste zwischen „Erbsenssat“ und „Zölchel“ gelegen haben und muss daher nicht weit vom „Loch“ entfernt gewesen sein. Einem Bericht zufolge, aus dem 16. Jahrhundert aus Erpolzheim, wurden Diebe übeltsitzend auf einem Stein unter einer Ulme verurteilt und dann „den Weisenheimer Weg“ hinaus bis an das „Diebsviertel“ geführt, wo sie hingerichtet werden sollten. Das Wort „Dieb“ steht in diesem Zusammenhang für alle Missetäter die gehängt werden sollten.

## Geschichte

### Vor- und Frühgeschichte von Eppstein
Aus der Gemarkung Eppstein sind archäologische (Zufalls-)Funde aus nahezu allen Epochen der Menschheitsgeschichte bekannt. Da es sich jedoch in der Regel um Einzelfunde handelt, die zumeist nicht bei wissenschaftlichen Ausgrabungen zu Tage kamen lassen sich keine Aussagen zur Besiedlungsstruktur machen. In dem Neubaugebiet Richtung Studernheim wurden mehrere Keltengräber entdeckt und vermessen. Frankengräber wurden bei Grabungen auf dem Feld von E.Sorg entdeckt und 1967 begannen unter Leitung von Dr. Kaiser (Leiter des Amtes für Oberkonservator) die ersten Begehungen vor Ort. Diese Grabungen waren die Folge von diversen Zufallsfunden in diesem Gebiet (Eppstein von Habermehl und Maus Seite 49/50). Am 5. Juli 1967 begannen Grabungen, wobei Gräber als auch 5 Urnengräber entdeckt wurden. Als positiv muss jedoch vermerkt werden, dass nicht allein der Frankenthaler Altertumsverein und der Historische Verein der Pfalz, sondern auch immer wieder interessierte Einwohner seit dem Jahr 1900 Funde gemeldet haben, die in die Museen in Speyer, Heidelberg und Frankenthal gelangten.

### Die Zeit der Römerherrschaft
Auch aus der römischen Epoche sind Funde bekannt, die jedoch ebenfalls keine Aussagen zur Siedlungsstruktur erlauben. Aus dem Ortsnamen auf „...stein“, der schon aus dem 8. Jhd. überliefert ist, lässt sich aber ableiten, dass zum Zeitpunkt der Ortsnamensgebung (5.-7-Jhd.) eine in der flachen Ebene der Rheinniederung sehr auffälliges, altes (römisches) Steingebäude oder dessen Ruine bestand.

### Das Frühmittelalter
Über die Ortsgrenzen hinaus von Bedeutung ist das frühmittelalterliche – vom späten 5. bis ins 8. Jahrhundert genutzte – Reihengräberfeld. Es konnte als eines der wenigen in der Pfalz in den 1980er Jahren vom damaligen Landesamt für Denkmalpflege Rheinland-Pfalz (heute Generaldirektion Kulturelles Erbe) ausgegraben werden. Der Friedhof wurde seit dem späten 5. Jahrhundert benutzt und seit diesem Zeitpunkt kann man von der ununterbrochenen Existenz einer ländlichen Siedlung – des heutigen Ortes – ausgehen. Eppstein (Pfalz) wurde am 30. März 769 im Lorscher Codex erwähnt.

### Lehen und 12.–13. Jahrhundert von Eppstein
Besitz und Macht lagen im Mittelalter bei den geistlichen und weltlichen Herren, den Bischöfen und Fürsten, wobei auch die geistlichen Würdenträger über weltliche Macht verfügten. Diese verliehen Besitz und Rechte an Ritter, die ihren Landesherrn dafür Kriegsdienste mit ihren Mannen leisteten.
Oft wurde das Lehen ganz oder teilweise zum Eigentum. Der Teil von Eppstein, welcher nicht dem Stift Groß-Frankenthal unterstand, das wohl seine Rechte vom Wormser Bischof hatte, war, wie es in Akten heißt, „uraltes Neustadter Mannslehen“. Es kam also wohl vom Pfalzgrafen und ein Niederadelsgeschlecht von Eppstein war Lehensträger und trug – soweit die Mitglieder tatsächlich im Dorf lebten – seinen Namen nach dem Dorf. Beim Wohnsitz dieser Familie dürfte es sich eher um ein sog. festes Haus, denn eine Burg gehandelt haben, wie jedoch meist zu lesen ist. Spekulationen, wonach eine Burg im heutigen Ort lokalisierbar wäre, entbehren jeder nachvollziehbaren Grundlage. Insbesondere Aussagen, wonach ein Rheinarm dies „Wasserschloss“ umfloss, sind geographisch unmöglich. Es gibt nur für 1254 und 1250 zwei Hinweise die für eine „Burg“ in Eppstein sprechen mögen, doch stehen die Urkunden im Zusammenhang mit den Grafen von Zweibrücken. Da diese aber sonst für Eppstein nicht belegt sind, liegt hier eine Verwechslung – mit der Burg Elmstein Gem. Lambrecht (Pfalz) vor. Über bauliche Strukturen des Mittelalters ist nichts bekannt. Der Ort wurde im 30-jährigen und Pfälzischen Erbfolgekrieg wohl zerstört. Das noch heute erhaltene Straßendorf geht in seiner Form wohl auf den dann folgenden Wiederaufbau zurück.
Neben dem Niederadelsgeschlecht der Eppsteiner im Wormsgau gab es auch eine – sozial deutlich gewichtigere – edelfreie Familie auf der Burg Eppstein im Taunus. Im Zweifelsfall sind daher bedeutende Personen dieses Namens – wie die hier im Folgenden genannten – nicht auf den pfälzischen Ort zu beziehen. Das gilt insbesondere für alle kirchlichen Würdenträger und alle, die mit dem Geschlecht „von Bolanden“ in Beziehung stehen oder gar verwandt sind.
Im Jahre 1193 wurde in den Weisenburger Urkunden ein Gerhard von Eppstein erwähnt, der in Hessheim im Wormsgau (ein Ort in der Nähe) begütert war und es darf wohl angenommen werden, dass dieser aus dem Dorfe Eppstein stammte.

### Lehensträger
Als Lehensträger des Ortes Eppstein im Wormsgau lassen sich aus dem Geschlecht der Ritter von Eppstein folgende Namen feststellen:
- Markwart 1167–1200
- Berthold 1216–1253
- Heinrich I. 1254–1274
- Jakob 1285
- Baldemar 1318
- Eckebrecht 1351
- Frank 1375
- Heinrich II. um 1380

Heinrich II. von Eppstein hinterließ keine männlichen Nachkommen und mit ihm endete vielleicht das Eppsteiner Niederadelsgeschlecht.

## Ritter und Edelknechte von Eppstein
Über die Ritter von Eppstein berichten noch einige Urkunden. Im 12. Jahrhundert veräußerte ein Markwart von Eppstein sein Eigentum in Eppstein und Scharrau an das Kloster Schönau bei Heidelberg. Dies wurde vom Pfalzgrafen Konrad (1155–1195) und dem Abt Sieghard von Lorch (1167–1200) bestätigt.
Die Bestätigung durch den Pfalzgrafen dürfte ein Beweis sein, dass Eppstein das Lehen war und Markwart zu den Eppsteinern im Wormsgau gehörte.
In einer Urkunde von 1278 über die St.-Veitskapelle wird ebenfalls ein Ritter von Eppstein erwähnt. Unter Abt Werner erhielt laut Frankenthaler Akten in Luzern der Frankenthaler Konvent im Jahre 1274 Liegenschaften als Stiftung eines Ritters Heinrich von Eppstein.
In einer anderen Urkunde aus dem Jahre 1318 wurde Baldemar von Eppostein von seiner zu entrichtenden Gülde an das Stift Groß-Frankenthal befreit.
Es gibt noch viele andere Urkunden, in denen noch folgende Eppsteiner erwähnt wurden:
- Conczichen von Eppstein (1383)
- Berthold von Eppstein (1399)

Ob diese beiden zu den Eppsteinern im Wormsgau oder im Taunus gehörten, ist nicht nachweisbar.
Man nimmt an, dass mit Heinrich II. von Eppstein dieses Geschlecht als Lehensträger ausgestorben war und die die Herren von Oberstein neue Lehnsherrn wurden. 1390 war dann ein Sigfried von Wildenstein Lehnsherr.

## Wappen
Blasonierung: In Gold ein schwarzes Hufeisen mit abwärts gekehrten Stollen.

1782 ist ein Hufeisen-Siegel erstmals nachweisbar. Das heutige Wappen wurde am 27. Juni 1841 vom bayerischen Staat genehmigt und wird seitdem geführt. Das Hufeisen wird als Hinweis auf die bekannte Eppsteiner Pferdezucht gedeutet.